# Ghetto Machine
Ghetto Machine è un album del gruppo heavy metal giapponese Loudness, pubblicato dalla Rooms Records nel 1997.

## Tracce
1. Ghetto Machine
2. Slave
3. Evil Ecstacy
4. San Francisco
5. Love and Hate
6. Creatures
7. Katmandu Fly
8. Hypnotized
9. Dead Man Walking
10. Jamine Sky
11. Wonder Man

## Formazione
- Masaki Yamada: voce
- Akira Takasaki: chitarra
- Naoto Shibata: basso
- Hirotsugu Homma: batteria